# Patch Grove (Wisconsin)
Patch Grove – miasto w Stanach Zjednoczonych, w stanie Wisconsin, w hrabstwie Grant.